# Szyroke (rejon symferopolski)
Szyroke (ukr. Широке, ros. Широкое, Szyrokoje) – wieś na Ukrainie, w Autonomicznej Republice Krymu (de iure stanowiącej integralną część państwa ukraińskiego, w 2014 anektowanej przez Rosję i odtąd funkcjonującej jako Republika Krymu), w rejonie symferopolskim. W 2001 liczyła 1613 mieszkańców. Według spisu ludności przeprowadzonego przez okupacyjne władze rosyjskie populacja wsi w 2014 wynosiła 1491 osób.